# Departamento de Guayaquil
El departamento de Guayaquil fue una subdivisión administrativa y territorial de la Gran Colombia ubicada en el occidente del actual Ecuador.
El departamento fue creado en 1824, y perduró hasta la disolución del país en 1830.
Guayaquil era uno del los 3 departamentos que componían el Distrito del Sur, siendo los otros dos el de Ecuador y el de Azuay. 
El territorio del departamento de Guayaquil abarcaba la mayoría de la costa de la actual República de Ecuador. Cuando la Provincia Libre de Guayaquil se unió a la Gran Colombia, esta hizo modificaciones territoriales a la anterior provincia y nuevo departamento expandiendo su territorio. La capital del Departamento fue la ciudad de Guayaquil.

## Divisiones administrativas

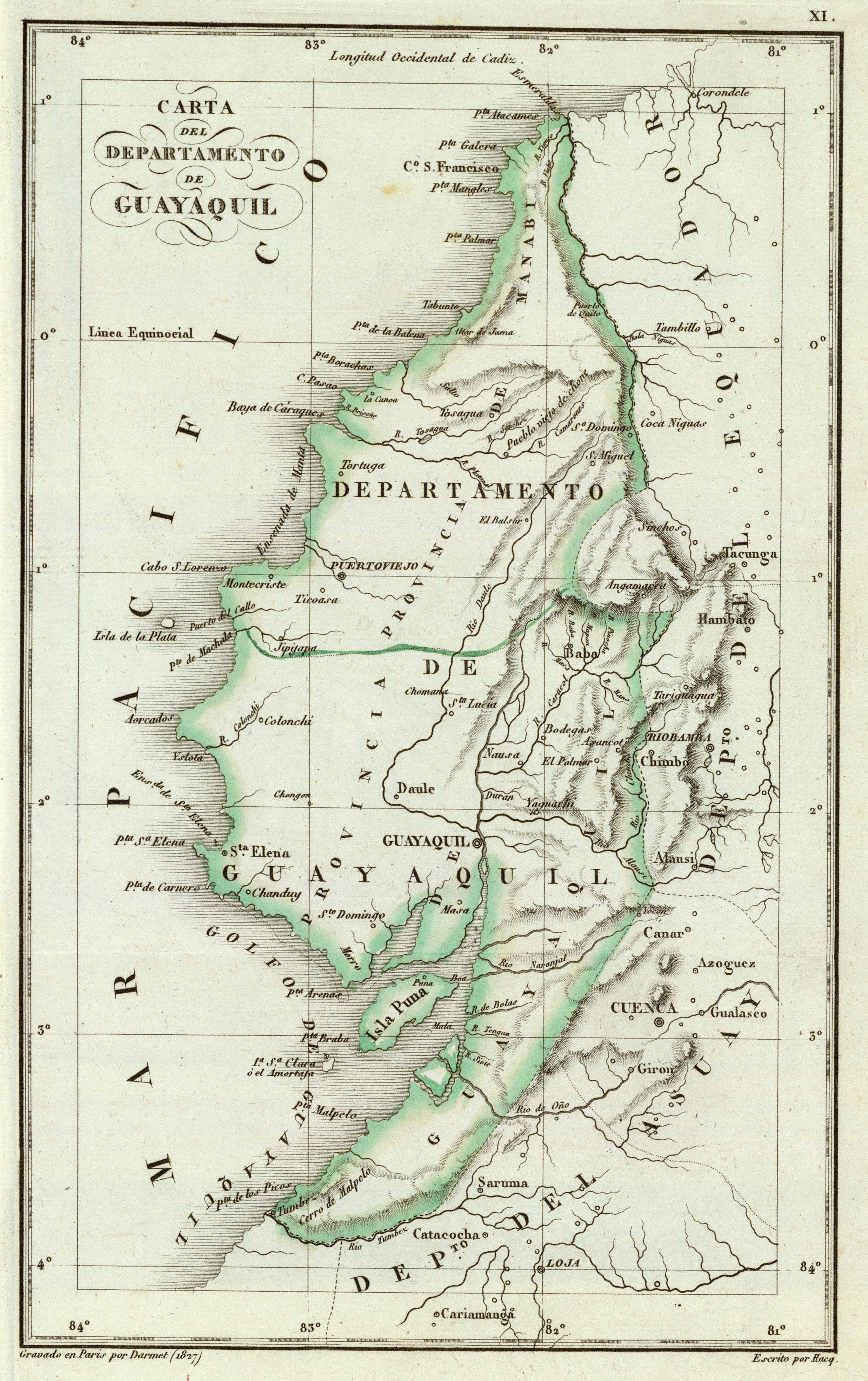
Carta del departamento de Guayaquil y sus divisiones administrativas en 1827.

En 1824, por medio de la Ley de División Territorial de la República de Colombia, el departamento se subdividía en las provincias de Guayaquil y Manabi. De acuerdo a las leyes de la Gran Colombia, a la cabeza del gobierno civil del departamento se hallaba un intendente y la autoridad militar estaba representada por el comandante general del departamento.
Según el Artículo 13° de la Ley de División Territorial de la República de Colombia del 25 de junio de 1824, el departamento de Guayaquil comprendía 2 provincias y 9 cantones:
- Provincia de Guayaquil. Capital: Guayaquil. Cantones: Guayaquil, Daule, Babahoyo, Baba, Punta de Santa Elena y Machala.
- Provincia de Manabí. Capital: Portoviejo. Cantones: Portoviejo, Jipijapa, y Montecristi.

Actualmente esos territorios corresponden a las provincias ecuatorianas de Santa Elena, Guayas, Manabí, El Oro, parte de Los Ríos, Cañar y el suroeste de Esmeraldas; y la zona de Tumbes en Perú.

## Intendentes del departamento